# The Woman Hater (film 1909)
The Woman Hater è un cortometraggio muto del 1909. Il nome del regista non viene riportato nei credit del film.

## Trama
Due soci hanno un stabilito di non assumere mai una donna come impiegata. Però, quando il socio anziano parte per le vacanze e il dattilografo viene licenziato, il socio più giovane assume una ragazza. Al suo ritorno, il socio anziano è costernato al vedersi intorno una donna. Ora è il momento delle vacanze per il socio giovane: quando torna, la ragazza è diventata la moglie del suo partner.

## Produzione
Il film fu prodotto dalla Lubin Manufacturing Company.

## Distribuzione
Distribuito dalla Lubin Manufacturing Company, il film uscì nelle sale cinematografiche statunitensi il 2 settembre 1909.